# Руайан-Запад
Руайан-Запад (фр. Royan-Ouest) — кантон во Франции, находится в регионе Пуату — Шаранта. Департамент кантона — Шаранта Приморская. Входит в состав округа Рошфор. Население кантона на 2006 год составляло 19 496 человек.
Код INSEE кантона 1743. Всего в кантон Руайан-Запад входят 7 коммун, из них главной коммуной является Руайан.

## Коммуны кантона
- Брёйе — население 2495 чел.
- Л’Эгюий — население 870 чел.
- Морнак-сюр-Сёдр — население 692 чел.
- Сен-Пале-сюр-Мер — население 3769 чел.
- Сен-Сюльпис-де-Руайян — население 2680 чел.
- Во-сюр-Мер — население 3738 чел.
- Руайян